# Ricnobelis metallicus
Ricnobelis metallicus is een keversoort uit de familie Belidae. De wetenschappelijke naam van de soort is voor het eerst geldig gepubliceerd in 1877 door Pascoe.